# Festin Mandchou-Han

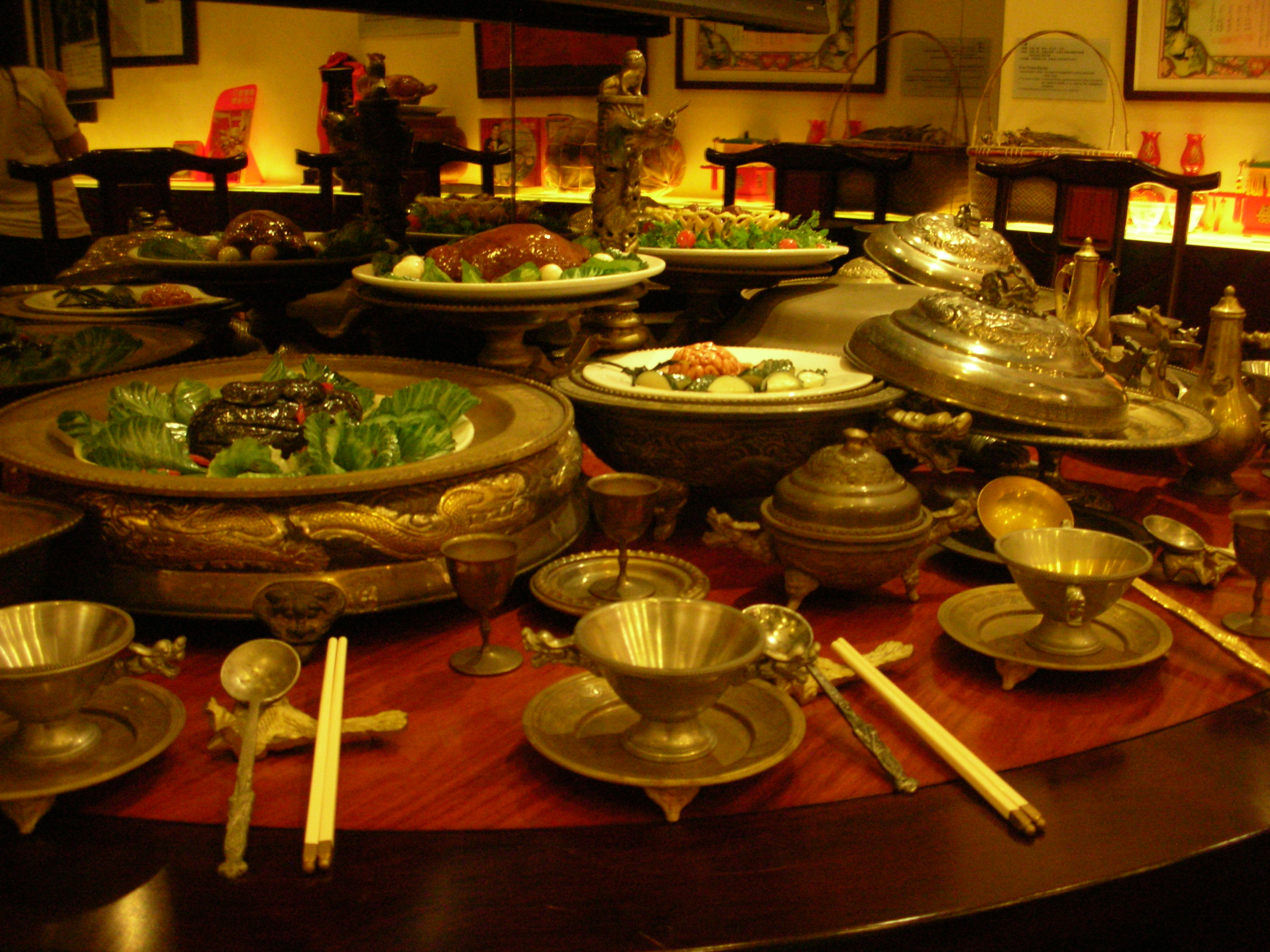
Simulation du festin.

Le festin Mandchou-Han (chinois simplifié : 满汉全席 ; chinois traditionnel : 滿漢全席 ; pinyin : Mǎnhàn quánxí ; Wade : Man³han⁴ ch'üan²hsi² ; cantonais Jyutping : Mun⁵hon³ cyun zik⁶) est le plus somptueux des banquets réunissant l'ensemble de la culture gastronomique Mandchou et Han. Originaire de la dynastie Qing, ce banquet/festin d'anniversaire des 66 ans de Kangxi vise à désamorcer les mésententes entre les deux et propose à l'unité. Il rassemble les mets les plus exquis des Han et des Mandchous et représente le plus emblématique des banquets connus pendant la dynastie Qing.
Apprécié pour son originalité, il associe la cuisine de la Cour aux saveurs locales. À l'origine, c'était un festin organisé en l'honneur des mandarins han et mandchous qui réunissait de 108 à 230 plats différents, comprenant gibier, fruits de mer et produits de la montagne, qui devaient être consommés en trois jours.
Les "Ba Zhen"("8-Délice""满汉八珍") :
1. Huit délices de montagne: la bosse de chameau, les pattes d'ours, le gélatine de vessies natatoires de poisson, les lèvres d'Orang-outan, le nez d'éléphant, le placenta de léopard, la queue de rhinocéros, les tendons de cerf.
2. Huit délices de mer: le nid d'hirondelle, les ailerons de requin, les holothurie sauvages, les baleines de acipenseridae, l'ormeau, le phoque, le salamandre géante.
3. Huit délice de volailles: l'hirondelle sanguin, la grue de Sibérie, la caille, le cygne, la perdrix, le paon, le streptopelia, l'aigle à tête rouge.
4. Huit délices de légumes: l'hydne hérisson, les tremelles blanches, le bambou spongieux, 驴窝菌，la morille, 花菇, l'hémérocalle, 云香信。